# Карнилья, Луис
Лу́ис Анто́нио Карни́лья (исп. Luis Antonio Carniglia; 4 октября 1917, Оливос, Буэнос-Айрес — 22 июня 2001, Буэнос-Айрес) — аргентинский футболист и тренер, играл на позиции нападающего.

## Карьера

### Игровая карьера
Луис Карнилья начал свою карьеру в клубе 4-го аргентинского дивизиона «Оливос», там он провёл 2 года и перешёл в клуб «Тигре». В 1936 году Карнилья перешёл в клуб, за который болел с детства, «Боку Хуниорс». В «Боке» он дебютировал в товарищеском матче в штате Парана, где, забив на 3-й минуте, открыл счёт, а на 5-й был вынужден покинуть поле, сломав палец руки. Первая официальная игра прошла на домашнем стадионе «Боки», в матче, в котором клуб Карнильи обыграл «Атланту» со счётом 3:0. Карнилья выступал за «Боку» 5 лет, выиграв с командой в 1940 году титул чемпиона Аргентины. Дальнейшей карьере за «бокиту» помешал перелом ноги, случившийся в матче с «Сан-Лоренсо» в 1941 году. Карнилья восстанавливался 3 года от травмы, выступая за «Чакариту Хуниорс» и мексиканский «Атлас».
В 1951 году Карнилья уехал в Европу, где выступал за французские клубы «Ницца», с которой выиграл Кубок Франции в 1952 и 1954 годах (в обоих финалах турниров Карнилья забивал по голу — в ворота «Бордо» и «Олимпика» из Марселя), а также выиграл титул чемпиона Франции в 1952 году. Выступал Карнилья и за «Тулон» с 1952 по 1953 год, проведя 28 матчей и забив 4 гола.

### Тренерская карьера
В 1955 году Карнилья начал тренерскую карьеру, возглавив «Ниццу», и в первый же свой сезон привёл клуб к завоеванию чемпионского титула во Франции, при этом сам клуб славился быстрым, с минимальным количеством касаний, переходом из обороны в атаку, где ещё играл Жюст Фонтэн. Однако следующий сезон вышел у клуба провальным: Ницца «заняла» лишь 13 место, но самого тренера при этом уже не было, он ушёл работать в испанский «Реал Мадрид». С приходом в «Реал», Карнилья начал с колоссальной «рокировки» — перевода Раймона Копа на место нападающего, а Альфредо Ди Стефано, главной звезды клуба, в полузащиту. Эта перестановка дала о себе знать несколькими блистательными победами, но Ди Стефано, всегда желавший быть на первых полях в клубе, обратился «через голову» Карнильи к самому Сантьяго Бернабеу, президенту и символу клуба, который приказал вернуть Ди Стефано на его «законное» место в центре нападения. После этого эпизода Карнилья более не решался изменять схему игры или менять позиции игроков без ведома Бернабеу. Возвращение старой схемы не помешало «Реалу» выиграть чемпионат страны и Кубок европейских чемпионов. В 1958 году в «Реал» пришёл Ференц Пушкаш, звезда мирового футбола, Пушкаш уже не играл в футбол около года, и Карнильи пришлось уделить особо внимание его физической подготовке, в результате чего «Галопирующий майор» сбросил в межсезонье 15 кг. Сезон с Пушкашем был удачен для «Реала», клуб вновь выиграл Кубок европейских чемпионов, однако в финальном матче с клубом «Реймс», выигранным «Реалом» 2:0, Карнилья не выпустил Пушкаша на поле, после чего Бернабеу стал на сторону игрока и уволил тренера.

«Они обвинили меня, что у меня плохой характер. Это неправда. Это просто доказывает то, что у меня есть характер. Я говорю то, что думаю, то, что чувствую, и всегда говорю правду. Если я вижу, что что-то не работает, я говорю об этом. Я требую работы и дисциплины. Если бы я заткнул рот и смотрел в другую сторону, когда что-то идёт плохо, чтобы избежать конфликтов, то это бы значило, что у меня нет характера. Ни хорошено, ни плохого».

Из «Реала» Карнилья уехал в Италию, возглавив сначала «Фиорентину», а затем «Бари». В 1961 году Карнилья возглавил клуб «Рома», в первый же сезон он выиграл с командой Кубок ярмарок, хотя начало турнира было проведено «Ромой» под руководством предыдущего тренера Альфредо Фони. А в следующем сезона Карнилья начал с того, что избавился от Хуана Скьяффино, единственной звезды клуба, предъявив аргументы, что тот уже не может показывать прошлого уровня игры. Но это не помогло «Роме», которая не выигрывала более никаких трофеев под руководством Карнильи, который был уволен в середине сезоне 1963—1964, после конфликта с руководством «Ромы». После увольнения Карнилья быстро нашёл себе новый клуб — «Милан», с которым участвовал в Межконтинентальном кубке, где клуб в трёх матчах уступил «Сантосу», в двух из которых аргентинский судья, судивший вторую и третью игру, был, по мнению проигравшей стороны, подкуплен
Затем Карнилья руководил клубом «Депортиво Ла-Корунья», с которым вылетел во второй испанский дивизион, «Болоньей», приведя клуб дважды к завоеванию медалей чемпионата, «Ювентусом», а последней командой в карьере Карниглии-теренра стал «Бордо», с которым он лишь 13 дней, будучи уволен за «ужасное» начало сезона. В 1981 году Карнилья стал генеральным директором «Боки Хуниорс», а затем стал первым президентом Профсоюза Аргентинских Футболистов. 22 июня 2001 года Карнилья скончался и был похоронен на кладбище Реколета в столице Аргентины.

## Статистика
| Сезон     | Клуб             | Лига       | Чемпионат | Чемпионат | Кубок | Кубок | Континент. | Континент. |
| Сезон     | Клуб             | Лига       | Игры      | Голы      | Игры  | Голы  | Игры       | Голы       |
| --------- | ---------------- | ---------- | --------- | --------- | ----- | ----- | ---------- | ---------- |
| 1936      | Бока Хуниорс     | Примера    | 1         | 0         | —     | —     | —          | —          |
| 1937      | Бока Хуниорс     | Примера    | 0         | 0         | —     | —     | —          | —          |
| 1938      | Бока Хуниорс     | Примера    | 14        | 4         | —     | —     | —          | —          |
| 1939      | Бока Хуниорс     | Примера    | 9         | 2         | —     | —     | —          | —          |
| 1940      | Бока Хуниорс     | Примера    | 8         | 5         | —     | —     | —          | —          |
| 1941      | Бока Хуниорс     | Примера    | 21        | 6         | —     | —     | —          | —          |
| 1942      | Чакарита Хуниорс | Примера    | ?         | ?         | —     | —     | —          | —          |
| 1943      | Чакарита Хуниорс | Примера    | ?         | ?         | —     | —     | —          | —          |
| 1944      | Чакарита Хуниорс | Примера    | ?         | ?         | —     | —     | —          | —          |
| 1945      | Чакарита Хуниорс | Примера    | 14        | 3         | —     | —     | —          | —          |
| 1949      | Тигре            | Примера    | 1         | 0         | —     | —     | —          | —          |
| 1950      | Тигре            | Примера    | 0         | 0         | —     | —     | —          | —          |
| 1951/1952 | Ницца            | Дивизион 1 | 10        | 1         | 1     | 1     | —          | —          |
| 1952/1953 | Тулон            | Дивизион 1 | 28        | 4         | 0     | 0     | —          | —          |
| 1953/1954 | Ницца            | Дивизион 1 | 7         | 1         | 3     | 2     | —          | —          |
| 1954/1955 | Ницца            | Дивизион 1 | 1         | 0         | 0     | 0     | —          | —          |

## Достижения

### Как игрок
- Чемпион Аргентины: 1940
- Чемпион Франции: 1952
- Обладатель Кубка Франции: 1952, 1954

### Как тренер
- Чемпион Франции: 1956
- Чемпион Испании: 1958
- Обладатель кубка европейских чемпионов: 1958, 1959
- Итого: 4 трофея